# Husztót
Husztót es un pueblo ubicado en el distrito de Pécs, en el condado de Baranya, Hungría.

## Superficie
Posee una superficie de 6,750 kilómetros cuadrados.

## Demografía
Hasta 2019 la población era de 57 habitantes, con una densidad de población de 8,444 habitantes por kilómetro cuadrado.